# Fjodor Abramov

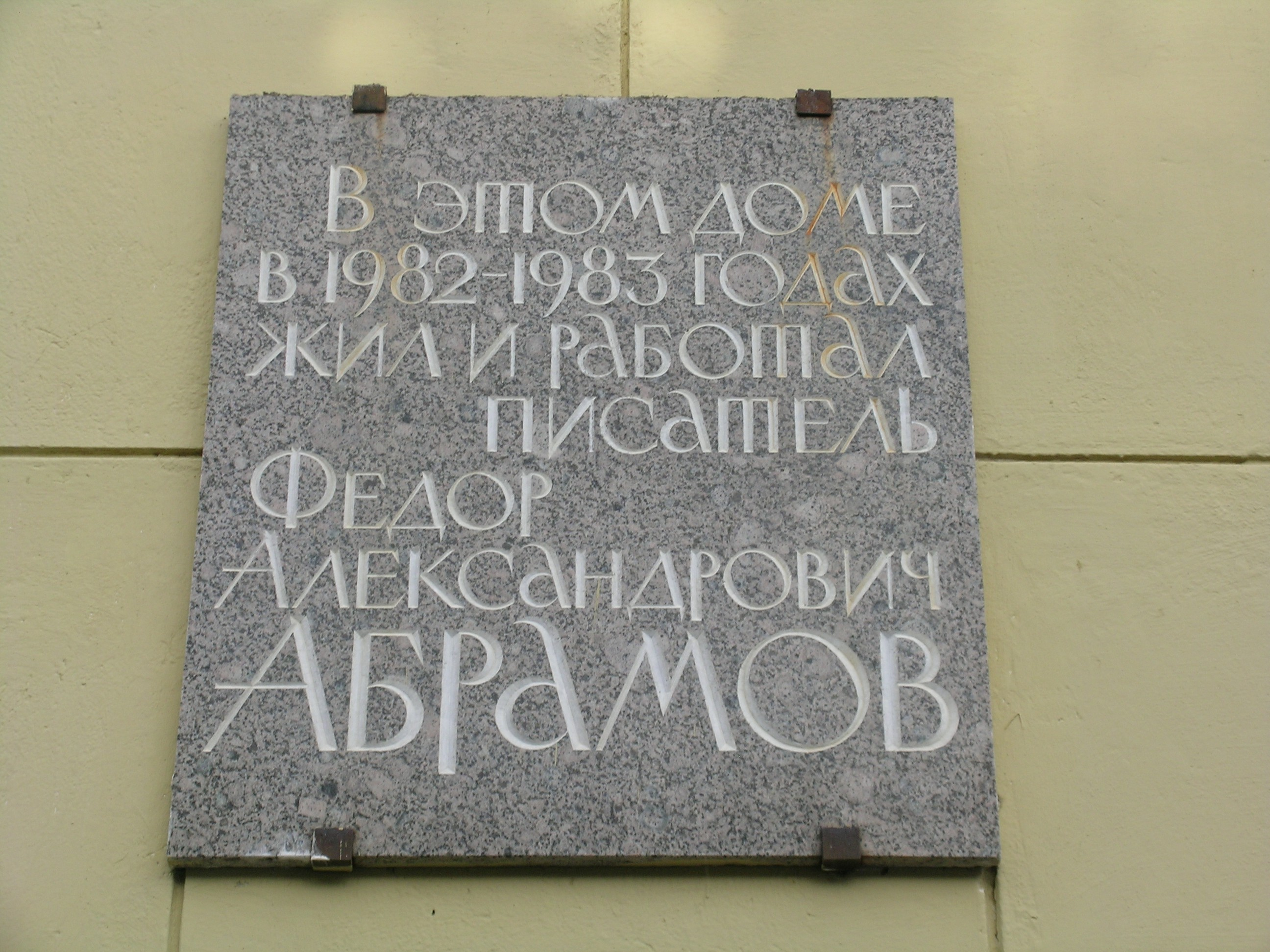
Plaquette op het Peterburgse huis waar Abramov van 1982 tot aan zijn dood in 1983 woonde.

Fjodor Aleksandrovitsj Abramov (Russisch: Фёдор Алекса́ндрович Абра́мов) (Verkola, bij Archangelsk, 29 februari 1920 – Sint-Petersburg, 14 mei 1983) was een Russisch schrijver.

## Leven en werk
Abramov stamt uit een kinderrijk boerengezin, waarvan de vader stierf toen hij twee was. Hij was vrijwilliger tijdens de Tweede Wereldoorlog en studeerde filologie aan de Universiteit van Sint-Petersburg, waar hij van 1956 tot 1960 ook hoogleraar was. Sindsdien wijdde hij zich uitsluitend aan literair werk: romans, verhalen en essays. 
Als schrijver wordt Abramov gerekend tot de grote namen van het naoorlogse Russische dorpsproza. In een sobere maar treffende stijl geeft hij een getrouw beeld van het harde plattelandsleven. Zo schetst hij in het essay Vokrug da okolo (1963, Om de hete brij) de malaise op een Kolchoz en stelt hij de discriminatie van de plattelandsbevolking door het paspoortensysteem aan de kaak. Psychologische uitdieping van de karakters en ethische en morele vraagstellingen typeren het meeste van zijn werk. Veel van zijn boeken hebben een open einde.
Het meest bekend werd Abramov door zijn tetralogie Broers en zusters (1958), Twee winters en drie zomers (1968), Wegen en kruispunten (1973) en Het huis (1978), over het boerenleven in het noorden van Rusland. De boeken beschrijven het leven van de zwaarbeproefde Michail Praslin, een jongeling die grote heldenmoed en zelfopoffering aan de dag legt, omdat hij die ervaart als zijn morele plicht. In 1975 kreeg Abramov voor deze reeks de Staatsprijs van de Sovjet-Unie.
Door het vele gebruik van dialect geldt het werk van Abramov als moeilijk vertaalbaar. In Rusland geniet hij echter nog steeds grote populariteit.